# ヤン・パスカル・トルトゥリエ
ヤン・パスカル・トルトゥリエ（Yan Pascal Tortelier, 1947年4月19日 - ）は、フランスの指揮者、ヴァイオリニスト。主に北アイルランドやイングランドで活躍を続けている。往年の名チェリスト、ポール・トルトゥリエの長男。

## 人物・来歴
4歳からピアノとヴァイオリンを始め、その後、14歳でパリ音楽院に入学。ナディア・ブーランジェに師事するかたわら、シエナで指揮法をフランコ・フェラーラに師事。その後、トゥールーズでミシェル・プラッソンの助手を務める。現在は指揮者として、欧米やオーストラリア、日本などの各地で客演している。
1992年から2004年まで首席指揮者として、マンチェスターのBBCフィルハーモニックと積極的な演奏活動・録音活動を展開。マンチェスター方言ができずにフランス語風の抑揚のついた英語を話すと言われるように、レパートリーにおいても近代以降のフランス音楽を得意としており、シャブリエ、フォーレ、ショーソン、デュカス、デュティユーの主要な管弦楽曲を集中的に録音してきた。ドビュッシーやラヴェルについては、初期作品や編曲、オーケストラ伴奏歌曲も含む管弦楽曲の全曲録音を制覇した。リリー・ブーランジェの主要な声楽作品の録音は、国際的に評価が高い。1992年にラヴェルの《ピアノ三重奏曲 イ短調》を管弦楽用に編曲して、イギリスで録音しただけでなく、ロンドンやサンフランシスコ、プラハ、コペンハーゲン、メルボルン、東京で自ら指揮している。
2009年から2011年までサンパウロ州立交響楽団の首席指揮者を務める。

客演指揮者としては、フランス音楽に特にこだわることなく、リズム感や音色感覚に優れた資質を活かして、バルトークなどの近現代を中心とするレパートリーで実力を発揮し、高い評価を呼んでいる。